# Beata Kręcisz
Beata Maria Kręcisz (ur. 7 maja 1964) – polska lekarka, specjalistka dermatologii i wenerologii, prorektorka Uniwersytetu Jana Kochanowskiego w Kielcach.

## Życiorys
Beata Kręcisz w 1990 ukończyła studia medyczne na Akademii Medycznej w Łodzi. W 2000 uzyskała w Instytucie Medycyny Pracy im. prof. dra med. Jerzego Nofera w Łodzi stopień doktor nauk medycznych w dyscyplinie medycyna, specjalność alergologia i dermatologia, na podstawie napisanej pod kierunkiem Marty Kieć-Świerczyńskiej dysertacji Alergiczne zawodowe zapalenie skóry u pracowników służby zdrowia narażonych na aldehydy. Tamże w 2012 otrzymała stopień doktor habilitowanej nauk medycznych, dyscyplina medycyna, specjalność alergologia, dermatologia i medycyna pracy, przedstawiwszy osiągnięcie naukowe Badania eksperymentalne i kliniczne w świetle aktualnych problemów alergii na metale.
W latach 1996–2015 pracowała w Instytucie Medycyny Pracy im. prof. dr. med. Jerzego Nofera w Łodzi. Od 2015 związana zawodowo z Uniwersytetem Jana Kochanowskiego w Kielcach. Pełniła funkcję dyrektorki Instytutu Nauk Medycznych Collegium Medicum UJK. Prorektorka UJK do spraw medycznych w kadencji 2024–2028.
Członkini Polskiego Towarzystwa Dermatologicznego oraz Polskiego Towarzystwa Medycyny Pracy.
W 2019 „za zasługi w działalności na rzecz rozwoju nauki” została odznaczona Srebrnym Krzyżem Zasługi.